# Résolution 411 du Conseil de sécurité des Nations unies
 (mars 2025).
Membres permanents
- Chine
- États-Unis
- France
- Royaume-Uni
- URSS

Membres non permanents
- Allemagne de l'Ouest
- Bénin
- Canada
- Inde
- Libye
- Mauritanie
- Pakistan
- Panama
- Roumanie
- Venezuela

Résolution no 410 Résolution no 412
La résolution 411 du Conseil de sécurité des Nations unies est adoptée à l'unanimité le 30 juin 1977.
Le Conseil note les déclarations faites par les responsables de la République populaire du Mozambique et exprime également sa préoccupation concernant la situation créée par les actes provocateurs et agressifs commis par le régime minoritaire illégal en Rhodésie. Le Conseil réaffirme ses travaux antérieurs concernant la Rhodésie, y compris ses résolutions imposant des sanctions à ce pays et note sa gratitude pour la coopération du Mozambique à ce plan. La résolution condamne ensuite les actes agressifs de la Rhodésie, y compris les incursions militaires, contre le Mozambique et souligne le besoin économique urgent et particulier du Mozambique qui découle de la mise en œuvre de la résolution 253.
Le Conseil appelle les États à fournir une aide immédiate au Mozambique et demande que diverses agences des Nations unies, notamment le PNUD, le Programme alimentaire, la Banque mondiale et le FMI, aident le Mozambique. Enfin, la résolution demande au Secrétaire général d'organiser les efforts pour surmonter les difficultés économiques qui frappent le Mozambique en raison de l'application de sanctions économiques contre la Rhodésie.